# Calvello
Calvello es un municipio situado en el territorio de la provincia de Potenza, en Basilicata (Italia), conocido por su tradicional producción de cerámica artística. Tiene una población de 1.903 habitantes.

## Demografía
| Gráfica de evolución demográfica de Calvello entre 1861 y 2001 |
|                                                                |
| fuente ISTAT - elaboración gráfica a cargo de Wikipedia        |